# VŠSK MFF Praha
VSK MFF UK Praha, z.s . je sportovní klub úzce spolupracující s Matematicko – fyzikální fakultou UK. Od svého založení v roce 1962 byl součástí Matematicko – fyzikální fakulty UK. Sportování ve VSK probíhá mimo rámec povinné tělesné výchovy a je určeno především pro studenty MFF, kteří projeví zájem aktivně se zapojit do činnosti v některém oddílu. Klub sdružuje celkem 13 sportovních oddílů.
Dlouhodobě se klub zaměřoval především na volejbal. Specifikou klubu je pak oddíl lodních sportů, který zajišťuje činnost kanoistiky a veslování. Kanoistika je zaměřena především na divokou vodu. Ve veslování pak klub dosáhl významných úspěchů včetně medailových umístění na Mistrovství republiky a dalších závodech. Oddíl založil bývalý juniorský reprezentant ve veslování a předseda klubu v letech 2015 - 2019 Martin Kozák.

## Oddíly
- Volejbal
- Basketbal
- Oddíl lodních sportů
- Florbal
- Tenis
- Malá kopaná
- Turistika
- Sportovní gymnastika
- Orientační běh
- Stolní tenis
- Lyžování – běh
- Plavání
- Kondiční posilování